# С̈
С̈ (minuscule : с̈), appelé es tréma, est une lettre additionnelle de l’alphabet cyrillique qui a été utilisée dans l’alphabet de Nikolaï Fyodorovitch Katanov du bachkir. Elle est composée de la lettre es ‹ С › diacritée d’un tréma. Elle a notamment été utilisé dans une traduction bachkir des Évangiles par la Société biblique publié en 1902. Elle est retranscrite à l’aide du es cramponné ‹ Ҫ › dans l’alphabet cyrillique bachkir de 1938.

## Représentations informatiques
L’es tréma peut être représenté avec les caractères Unicode suivants  :
- décomposé (cyrillique, diacritiques)

| formes    | représentations | chaînes de caractères | points de code | descriptions                                     |
| --------- | --------------- | --------------------- | -------------- | ------------------------------------------------ |
| capitale  | С̈               | С◌̈                    | U+0421 U+0308  | lettre majuscule cyrillique es diacritique tréma |
| minuscule | с̈               | с◌̈                    | U+0441 U+0308  | lettre minuscule cyrillique es diacritique tréma |